# Begonia humilis
Espèce
Synonymes
- Begonia alemanii Brade[1]
- Begonia guyanensis var. cearensis C.DC.[1]
- Begonia haematotricha Boiss. ex A.DC.[1]
- Begonia lokobeensis Humbert[1]
- Begonia meyeniana Walp.[1]
- Begonia pavoniana A.DC.[1]
- Begonia subhumilis A.DC.[1]
- Pilderia hirsuta Klotzsch[1]

Begonia humilis est une espèce de plantes de la famille des Begoniaceae. L'espèce fait partie de la section Doratometra.
Elle a été décrite en 1789 par William Aiton (1731-1793).

## Répartition géographique
Cette espèce est originaire des pays suivants : Brésil ; Dominique ; Équateur ; Guyane ; Grenade ; Guyana ; Pérou ; Suriname ; Trinité-et-Tobago ; Venezuela.

## Liste des variétés
Selon Tropicos (6 février 2017) (Attention liste brute contenant possiblement des synonymes) :
- variété Begonia humilis var. glabrata Seem.
- variété Begonia humilis var. humilis
- variété Begonia humilis var. porteriana (Fisch., C.A. Mey. & Avé-Lall.) A. DC.